# Quartetto per archi n. 1 (Beethoven)
Il Quartetto per archi n.1 in Fa maggiore, op.18 è una composizione di Ludwig van Beethoven scritta tra il 1798 e il 1800 e pubblicata nel 1801.

## Storia
Il genere del quartetto d'archi era già fiorente quando Beethoven vi si cimentò per la prima volta. Joseph Haydn, che fu anche insegnante di Beethoven, ne aveva stabilito i canoni nel 1760 e i suoi contributi e quelli di Wolfgang Amadeus Mozart definirono degli standard riconosciuti. Con le loro scuole musicali, Jean-Marie Leclair e Giovanni Battista Viotti diedero un contributo significativo per le parti destinate al violino e altrettanto fecero altri musicisti per la viola e per il violoncello. Per tutti loro, il genere del quartetto d'archi è stato il più fruttuoso in termini di calore del suono, espressività e flessibilità nel complesso della musica per strumenti ad arco.
Beethoven compose il Quartetto per archi n.1 nel 1799, come uno dei sei quartetti che costituiscono l'opera 18, dedicata al principe Lobkowicz. Nello stesso periodo, Lobkowicz aveva commissionato anche a Joseph Haydn la composizione di alcuni quartetti per archi. A causa dell'età avanzata, Haydn riuscì a portar a termine solo due quartetti (op.77), noti anche come opera Lobkowicz. È probabile, anche se non provato, che Lobkowicz volesse mettere in qualche modo in competizione i due musicisti su un genere diffuso all'epoca.
Durante il periodo di composizione dei quartetti, Beethoven fece la conoscenza della nobile Josephine Brunsvik, considerata la probabile destinataria della sua lettera del 1812 alla sua "Amata immortale", e della sorella Therese Brunsvik, a cui diede lezioni di pianoforte. Nonostante il notevole impegno di lavoro richiesto dai quartetti, Beethoven trascorse molto tempo con Josephine e Therese. Grazie ai sentimenti provati per Josephine, le dedicò una canzone con sei variazioni basata su Ich denke dein di Johann Wolfgang von Goethe. Secondo il biografo di Beethoven Ernst Pichler, nei Quartetti op.18 sono rintracciabili riferimenti a questa canzone.
Sebbene la composizione sia contraddistinta dal numero 1, questa fu in realtà il secondo quartetto composto in ordine di tempo; la sua numerazione ufficiale segue l'ordine in cui sono stati pubblicati e stampati gli spartiti. L'ordine esatto in cui furono composti i sei quartetti non è del tutto certo, dato che gli originali autografi sono andati perduti, tuttavia si può dedurre dai quaderni di appunti. La scelta di pubblicare per primo il quartetto in Fa maggiore è riconducibile a Ignaz Schuppanzigh, leader dell'omonimo quartetto d'archi e vicino a Beethoven che lo chiamava spesso "Falstaff". Schuppanzigh considerava il Quartetto in Fa maggiore il migliore dei sei che costituiscono l'opera 18, ed eseguendolo per primo avrebbe consentito a Beethoven di misurarsi con Haydn. L'allievo di Beethoven Carl Czerny lo descrive in questo modo:
(Carl Czerny)
La versione originale e quella definitiva del Quartetto in Fa maggiore sono sopravvissute entrambe, poiché Beethoven regalò la versione originale a Karl Amenda "in ricordo" della sua "amicizia". L'influenza del maestro di musica Emanuel Aloys Förster spinse Beethoven a rivedere il quartetto in Fa maggiore e quello in Sol maggiore una volta completati i sei quartetti, e scrisse ad Amenda: "Non eseguite più la vostra versione del quartetto, perché l'ho revisionato molto. Solo adesso so come vanno scritti correttamente i quartetti, e quando lo riceverete, lo vedrete". La versione originale fu riscoperta solo nel 1922.

## Movimenti
Il quartetto è composto da quattro movimenti:
1. Allegro con brio (Fa maggiore)
2. Adagio affettuoso ed appassionato (Re minore)
3. Scherzo: Allegro molto (Fa maggiore)
4. Allegro (Fa maggiore)

### I Allegro con brio
Il primo movimento Allegro con brio è composto in tonalità di Fa maggiore con metro 3/4, secondo la forma-sonata, ed è caratterizzato da parti rapide ed energiche mescolate a passaggi lirici. L'inizio è un tema all'unisono col primo violino in tonica, spensierato e avvincente, che viene riproposto in varie forme nel corso del movimento. Il secondo tema, sincopato, non è rilevante nell'esecuzione. Nello sviluppo, la musica assume un carattere sempre più acceso, con un passaggio della tonalità al modo minore prima di riprendere il tema iniziale che chiude il movimento. Nella versione originale, rispetto a quella definitiva, questa movimento aveva una durata maggiore.

### II Adagio affettuoso ed appassionato
Il secondo movimento Adagio affettuoso ed appassionato è composto in tonalità di Re minore con metro 9/8. Beethoven disse a Karl Amenda che questo Adagio gli fu ispirato dalla scena della cripta di Romeo e Giulietta di Shakespeare, che come in seguito disse gli ricordava due amanti che si separavano. Gli appunti indicano l'intenzione esplicita di Beethoven di citare questa scena teatrale, dato che recano commenti scritti in francese come "il prend le tombeau" ("lui arriva alla tomba") e "les dernieres soupirs" ("gli ultimi sospiri"). Secondo il biografo di Beethoven Ernst Pichler, il tema principale dell'Adagio si basa sulla canzone Ich denke dein, dedicata a Josephine Brunsvik.
La melodia è malinconica e il tema del violino viene ripreso anche dal violoncello in modo agrodolce, con un passaggio al modo maggiore. Per quasi tutto il movimento prevale un'atmosfera melanconica, interrotta verso la fine da un crescendo drammatico che poi termina in un pianissimo. Il ricorso di Beethoven al silenzio tra accordi di grande tensione è originale e ha un grande fascino drammatico.
Per questo movimento, Beethoven indica a metronomo un tempo di 138 bpm alla croma. A questo proposito, Friedrich Kerst commenta: "Beethoven non voleva deviare minimamente da questo tempo, perché identificava con estrema precisione le caratteristiche intrinseche del movimento e delle sue componenti".

### III Scherzo: Allegro molto
Il terzo movimento Scherzo: Allegro molto ritorna alla tonalità iniziale in Fa maggiore con metro 3/4. Il tema è giocoso, basato su strutture di fraseggio irregolare e accenti tumultuosi che comunicano un sensazione di sorpresa e giocosità. Il tema iniziale è composto da dieci battute cromaticamente ascendenti, i cui elementi si trasformano e si combinano in modi diversi nel corso del movimento. Il trio inizia con salti di ottava all'unisono, a cui il primo violino risponde con scale di crome ascendenti e discendenti.

### IV Allegro
Il quarto movimento Allegro rimane anch'esso alla tonalità iniziale in Fa maggiore ma il metro cambia in 2/4. Il finale riprende in maniera creativa il tema del primo movimento, introdotto dal violino su una rapida sequenza di terzine discendenti e virtuosistiche di semicrome alternate a ripetizioni di crome. La struttura è un misto di forma-sonata e rondò. Scritto su 381 battute, il finale è inteso come contrappeso al primo movimento, che avrebbe la stessa durata senza la ripetizione dell'esposizione. Con la sua allegria, il finale forma anche un contrasto con il primo movimento; Beethoven voleva assecondare i gusti contemporanei, che non erano abituati alle caratteristiche del primo movimento.

## Prime pubblicazioni
Il quartetto, definito da Ulrich Konrad come "portone al mondo quartettistico di Beethoven", fu pubblicato nel 1801. Fino ad allora, era stato eseguito in forma privata per il principe Lobkowicz, che aveva commissionato l'opera e che molto probabilmente ispirò Beethoven a rivedere i quartetti. Dopo la pubblicazione da parte di Tranquillo Mollo, l'8 aprile 1802 Beethoven scrisse al suo editore Franz Anton Hoffmeister: 
(Ludwig Van Beethoven)
Anche una nuova edizione dei quartetti del 1808 si rivelò affetta da errori; probabilmente non fu più prodotta con la supervisione di Beethoven, che non aveva più contatti con Mollo. La copia realizzata per il principe Lobkowicz, che contiene le versioni finali dei quartetti, è quindi considerata importante per la ricerca, perché la maggior parte delle correzioni in essa presenti sono state probabilmente apportate da Beethoven stesso. 
L'unica recensione sulla prima pubblicazione dei quartetti apparve sull'Allgemeine musikalische Zeitung il 26 agosto 1801:
(Allgemeine musikalische Zeitung, 26 agosto 1801, p.800)
La prima edizione "pirata" risale al 1802, un anno dopo la prima stampa, ad opera di Nikolaus Simrock a Bonn..